# Alexandre Charovski
Alexandre Charovski (né le 10 février 1948 à Bakou) est acteur azerbaïdjanais, directeur en chef du Théâtre dramatique russe d'Etat d'Azerbaïdjan et artiste du peuple de la république d'Azerbaïdjan. Il est le chef de la communauté des juifs européens de Bakou.

## Histoire
Alexandre Charovski est né en 1948 à Bakou. En 1973, il est diplômé de l’Université des langues d'Azerbaïdjan.
Il a joué plus de 50 rôles sur scène, est apparu dans 4 films et a organisé 54 pièces de théâtre. A. Charovski est membre du conseil d'administration du centre international du multiculturalisme de Bakou.

## Prix
- Artiste du peuple de la république d'Azerbaïdjan
- Artiste émérite de la RSS d'Azerbaïdjan
- Ordre de l'Honneur[3]
- Ordre de la Gloire[4]
- Ordre de l'Amitié (Russie)[5]
- Bourse personnelle du président de la république d'Azerbaïdjan
- Diplôme honorifique du président de la république d'Azerbaïdjan